# Piciformes
Ne doit pas être confondu avec Pisciforme ou Pisiforme.
Ordre
Les Piciformes sont un ordre d'oiseaux largement arboricoles qui comprend neuf familles.

## Comportement
En général les Piciformes sont insectivores bien que les toucans soient plutôt frugivores et que les indicateurs consomment de la cire d'abeille.

## Anatomie
Tous les Piciformes ont les pattes avec deux doigts orientés vers l'avant et les deux autres vers l'arrière, une disposition dite zygodactyle adaptée à la vie arboricole le long des troncs.

## Classification
Dans la classification de Sibley-Ahlquist, les familles des galbulidés et des bucconidés, étaient classées dans un ordre particulier, celui des Galbuliformes.
Les galbulidés et les bucconidés sont des taxons frères, et les études génétiques tendent à montrer qu'ils doivent être inclus dans les Piciformes plutôt qu'être séparés dans les Galbuliformes.

### Familles incluses dans l'ordre
D'après la classification de référence (version 14.1 2024) du Congrès ornithologique international (ordre phylogénique) :
- famille Galbulidae (18 espèces) (jacamars)
- famille Bucconidae (38 espèces) (tamatias et barbacous)
- famille Capitonidae (15 espèces) (cabézons)
- famille Semnornithidae (2 espèces) (cabézons)
- famille Ramphastidae (47 espèces) (toucanets, araçaris et toucans)
- famille Megalaimidae (35 espèces) (barbus)
- famille Lybiidae (43 espèces) (barbicans et barbions)
- famille Indicatoridae (17 espèces) (indicateurs)
- famille Picidae (240 espèces) (torcols, picumnes et pics)

Selon Paleobiology Database en 2023, une famille fossile est référencée :
- †Sylphornithidae Mourer-Chauviré 1988 avec deux genres : Oligosylphe, Sylphornis